# Foresta statale di Boquerón
La foresta statale di Boquerón (in spagnolo Bosque Estatal de Boquerón, in inglese Boquerón State Forest) è una delle 20 che compongono il sistema forestale pubblico di Porto Rico. Nonostante il nome, la foresta non si trova solo a Boquerón, nel comune di Cabo Rojo, ma si estende su quasi 2 000 ettari nei comuni di Lajas e Mayagüez.